# Costas (natação)

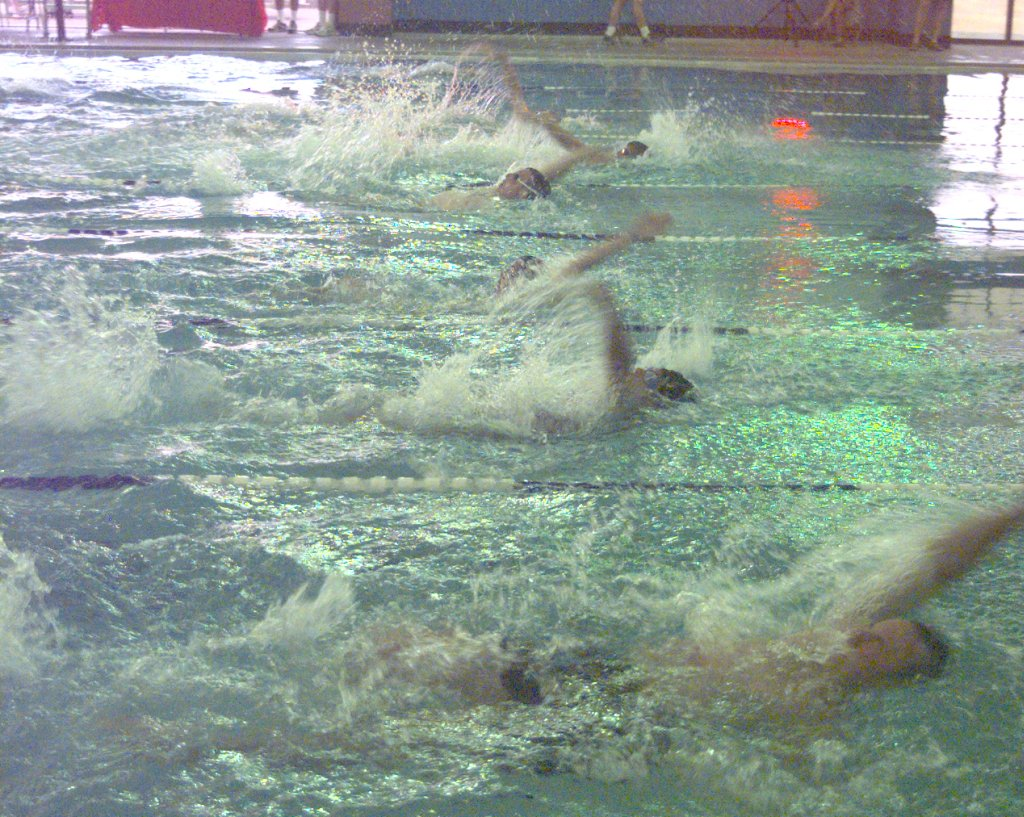
Nado Costas

Nado costas é um dos estilos que pode ser utilizado em competições desportivas de natação. Caracteriza-se pela posição do nadador de costas para o fundo da piscina, batida rápida de pernas e braçadas alternadas.

## História
Não se sabe ao certo quando o homem começou a nadar de costas. Porém, em 1794 Oronzio de Bernadi descreveu um estilo com braçadas de costas. Mas somente a partir de 1912, os nadadores começaram a praticar o nado com mais velocidade. O mérito dessa evolução cabe ao nadador norte americano Harry Hebner, que venceu os cem metros nos jogos de Estocolmo, na Suécia, em 1912, utilizando-se de uma nova maneira de bater os pés.O nado de costas, ao contrário do que se imagina, não é tão fácil de se aprender com correção, por falta de condições perceptivas nos movimentos que fogem do nosso controle visual, principalmente no que concerne à execução subaquática, além de uma certa insegurança quanto à direção, que se está progredindo.

## A saída
A saída do nado de costas é realizada dentro da piscina. Por isso, o atleta precisa estar atento ao seu posicionamento junto à raia. Ao ser dada a saída, o nadador puxa o seu corpo contra o agarre e, ao mesmo tempo, empurra, com os pés, a borda de modo que o corpo se eleve e os quadris saiam da água, como se fosse uma mola comprimida. Ao ouvir o tiro, ele mergulha para trás.

## O estilo
Na natação de costas, o competidor fica de barriga para cima (decúbito dorsal) e as pernas têm muito mais importância do que no crawl. Existem várias maneiras de nadar de costas. A mais comum é o crawl de costas, em que os braços giram alternadamente como se fossem hélices. 
Na fase aérea, o braço se mantém estendido e depois é levantado sempre na linha do ombro. Normalmente, os técnicos dizem: sai o dedão (dedo polegar) entra o dedinho (dedo mínimo), para explicar o movimento giratório dos braços.
O batimento das pernas seguem o padrão natural baseado na fórmula de seis batimentos para um ciclo completo de braçadas. Para aumentar a eficiência da batida de pernas, os joelhos devem ficar o tempo todo dentro da água.

## A virada
Para fazer a viragem, o nadador deve fazer uma aproximação à parede na posição central.O seu movimento dentro da água é semelhante a uma cambalhota de costas, composta unicamente por uma rotação do corpo que lhe coloca novamente na posição inicial, ou seja, posição dorsal.Ao tocar a borda com a palma da mão, a cabeça começa a afundar-se e a voltar-se no sentido oposto. As pernas devem acompanhar esse movimento, sendo lançadas por cima até encostarem-se à parede da piscina. Em seguida, o nadador dá impulso com os pés e prepara-se para voltar à posição original do estilo.